# Бекман, Теодор
Теодор Бекман (англ. Theodore N. Beckman; 3 сентября 1895, Сороки, Бессарабская губерния — 21 апреля 1973, Колумбус, Огайо) — американский экономист, маркетолог. Один из пионеров маркетинга.

## Биография
Родился в Сороках, в семье Нухима Бекмана и Перл Трайстман. Окончил гимназию в Сороках, после чего семья эмигрировала в Америку. Получил степень бакалавра в области менеджмента (1920), магистра (1922) и защитил диссертацию доктора философии (1924) в Университете штата Огайо. В 1921—1925 годах служил инструктором в отделении Национального института кредита в Колумбусе. В 1925 году был назначен инструктором по экономике и социологии в Университете штата Огайо, с 1927 года — ассистент профессора по маркетингу, с 1929 года — доцент и с 1932 и до выхода на пенсию в 1966 году — профессор.
В 1929—1932 годах возглавлял отдел оптового бизнеса при Бюро по переписи населения, затем служил консультантом в Департаменте Труда, главным консультантом Офиса снабжения гражданского населения в период Второй мировой войны вплоть до своего призыва в действующую армию.
Автор научных трудов, а также ряда монографий и многократно переиздававшихся учебников в области маркетинга и других областей экономики («Кредиты и налоговые сборы в теории и на практике», «Экономика оптовой торговли», «Маркетинг», «Основы маркетинга»). Так, его учебник «Маркетинг» (первоначально «The Principles of Marketing») выдержал девять переизданий между 1927 и 1973 годами и служил основным учебным пособием по этой дисциплине в университетах США. Другой учебник «Wholesaling» по экономике оптовой торговли выдержал три переиздания (1937—1959); «Credits and Collections: management and theory» — восемь переизданий (1924—1969). Издавались также различные приложения, таблицы и методические материалы к этим учебникам.
С 1965 года в Колумбусе проводился международный симпозиум «The Theodore N. Beckman International Symposium on Productivity in Marketing».
Жена (с 1920 года) — Эстер Бейкер.

## Монографии
- Credits and Collections in Theory and Practice. New York: McGraw-Hill, 1924.
- Collection Correspondence and Agency Practice. New York: McGraw-Hill, 1925, 1949, 1955, 1962.
- The Economics of Hardware Wholesaling. Implement & Hardware Trade, 1927.
- Principles of Marketing. New York: The Ronald Press, 1927, 1932, 1939, 1946, 1957.
- The Census of Distribution: The Practical Usefulness of the Census of Distribution. United States Bureau of the Census, 1930.
- Wholesaling: principles and practice. New York: The Ronald Press, 1937.
- The Chain Store Problem: A Critical Analysis. New York: McGraw-Hill, 1938.
- Salesmen’s Compensation Survey. National Wholesale Druggists' Association, 1939.
- Cases in Credits and Collections. New York: McGraw-Hill Book Company, 1949.
- Teacher’s manual to accompany the fifth edition of «Credits and Collections in Theory and Practice». New York: McGraw-Hill, 1950, 1969.
- Wholesaling. Third edition. New York: Ronald Press, 1959. — 705 p.
- Marketing. New York: Ronald Press, 1962, 1967, девятое издание — 1973. — 872 p.
- Credit and Collection Policies and Procedures for Savings Associations. American Savings and Loan Institute Press, 1964.
- Credits and Collections: management and theory. Восьмое издание. New York: McGraw-Hill, 1969.